# Atlantic City
Pour les articles homonymes, voir Atlantic City (homonymie).
Atlantic City est une ville située dans le comté d'Atlantic, sur le Jersey Shore, dans l'État américain du New Jersey.
Ville célèbre et florissante pendant le XXe siècle, réputée pour ses casinos et son port de plaisance, elle était à cette époque la seconde ville de jeux derrière Las Vegas, la ville connait une chute, puis la ruine au XXIe siècle.
On y dénombre 38 497 habitants en 2020.

## Géographie

### Situation
Atlantic City est située au sud-est du New Jersey, à environ 80 km de Philadelphie. Elle est construite sur l'île d'Absecon et entourée de lagunes, au bord de l'océan Atlantique.
Selon le Bureau du recensement des États-Unis, la ville occupe une surface totale de 44,9 km2, dont 29,4 km2 de terres et 15,5 km2, soit 34,58 %, d'eau.

## Histoire

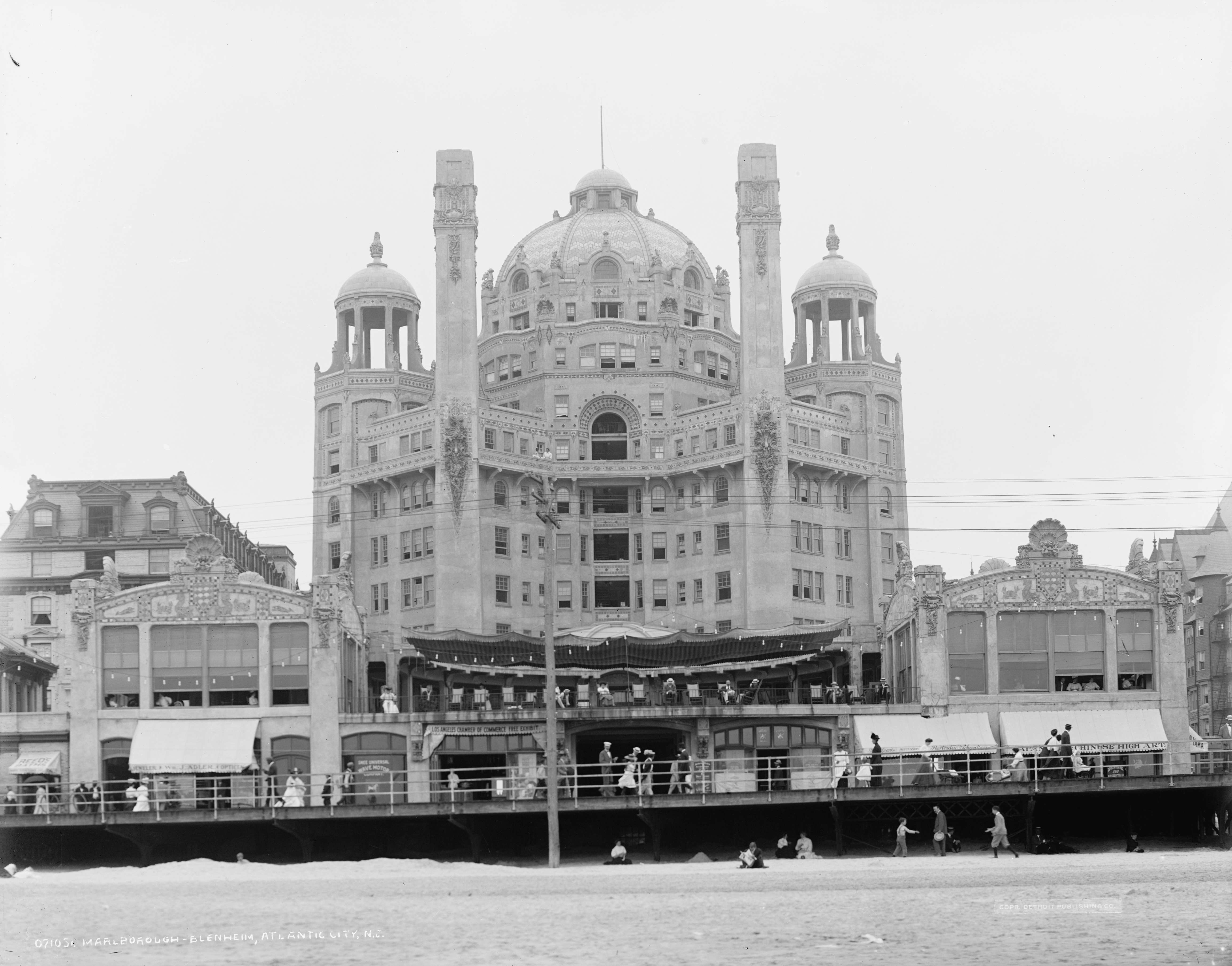
Photographie de l'hôtel Marlborough-Blenheim, inauguré en 1906 et démoli en 1979.

Sa situation géographique au sud du New Jersey, entre l'Océan Atlantique, les marais et les îles, en a fait un lieu privilégié pour les vendeurs immobiliers. La ville a été fondée en 1854 par Richard Boyse Osborne alors ingénieur en chef de la compagnie Camden and Atlantic Railroad, l'année même où les trains ont commencé à la desservir, liant Atlantic City aux centres urbains de New York et de Philadelphie en Pennsylvanie. Atlantic City est devenu une destination populaire en raison de sa proximité avec Philadelphie.
En 1870, une première promenade en bois a été construite le long d'une partie de la plage. L'idée a plu et la promenade a été allongée et modifiée plusieurs fois. C'est maintenant la plus longue du monde. Enoch L. Johnson, chef mafieux, fera d'Atlantic City une ville d'amusement, de liberté et de tolérance vis-à-vis de l’alcool pendant la Prohibition, des années 1910 à 1940, notamment pendant les Roaring Twenties.
En 1919, la ville accueille la conférence qui aboutira à la fondation de la Chambre de commerce internationale.
La ville a accueilli en 1964 la Convention nationale démocrate qui a nommé Lyndon B. Johnson candidat à la présidence et Hubert Humphrey à la vice-présidence des États-Unis. Pour revitaliser la cité, les électeurs du New Jersey ont accepté en 1976 l'ouverture de casinos : Resorts International est devenu le premier casino légal à l'est des États-Unis le 26 mai 1978. D'autres casinos ont été bâtis peu de temps après, le long de la promenade et plus tard dans la zone de la marina ; ils sont douze aujourd'hui. L'introduction du jeu comme source de revenus n'a cependant pas éliminé les problèmes urbains : les appartements pauvres où la drogue est omniprésente jouxtent les hôtels pour milliardaires le long de l'océan.
Atlantic City est en 2003 la seconde ville du jeu aux États-Unis derrière Las Vegas. Le 3 juillet 2003, un nouveau casino, le Borgata, s'est ouvert avec succès.
En 2014, trois casinos sur les douze que comptait la ville ont fermé. Le Revel a fait faillite, le Showboat a fermé le 31 août, suivi du Trump Plaza Hotel and Casino en septembre. Le Trump Taj Mahal a fermé en octobre 2016, causant 3000 suppressions d'emplois.
En avril 2016, la ville était « au bord de la faillite ».

## Politique et administration

### Représentation fédérale
Atlantic City fait partie du deuxième district pour les élections à la Chambre des représentants des États-Unis.

### Politique d'État et comté
La ville fait partie de la 22e zone législative du New Jersey et appartient au comté d'Atlantic.

### Administration municipale
Régie par le Faulkner Act, Atlantic City est dirigée par un maire et un conseil de neuf membres, élus pour quatre ans.
| Période                                  | Période  | Identité         | Étiquette   | Qualité |
| ---------------------------------------- | -------- | ---------------- | ----------- | ------- |
| Les données manquantes sont à compléter. |          |                  |             |         |
| 2008                                     | 2013     | Lorenzo Langford | Démocrate   |         |
| 2014                                     | 2017     | Don Guardian     | Républicain |         |
| 2018                                     | En cours | Frank Gilliam    | Démocrate   |         |

## Démographie
| Groupe            | Atlantic City | New Jersey | États-Unis |
| ----------------- | ------------- | ---------- | ---------- |
| Afro-Américains   | 38,3          | 13,7       | 12,6       |
| Blancs            | 26,7          | 68,6       | 72,4       |
| Asiatiques        | 15,6          | 8,6        | 4,8        |
| Autres            | 14,0          | 6,4        | 6,2        |
| Métis             | 4,8           | 2,3        | 2,9        |
| Amérindiens       | 0,6           | 0,3        | 0,9        |
| Océaniens         | 0,1           | -          | 0,2        |
| Total             | 100           | 100        | 100        |
|                   |               |            |            |
| Latino-Américains | 30,5          | 17,7       | 16,7       |

Selon l’American Community Survey, pour la période 2011-2015, 53,95 % de la population âgée de plus de 5 ans déclare parler l'anglais à la maison, 24,94 % déclare parler l'espagnol, 5,72 % le bengali, 4,16 % le vietnamien, 3,04 % une langue chinoise, 1,08 % un créole français, 0,92 une langue africaine, 0,87 % le tagalog, 0,62 % le coréen, 0,57 % le gujarati, 0,53 % l'ourdou et 3,58 % une autre langue.

## Économie

### Hôtels et casinos

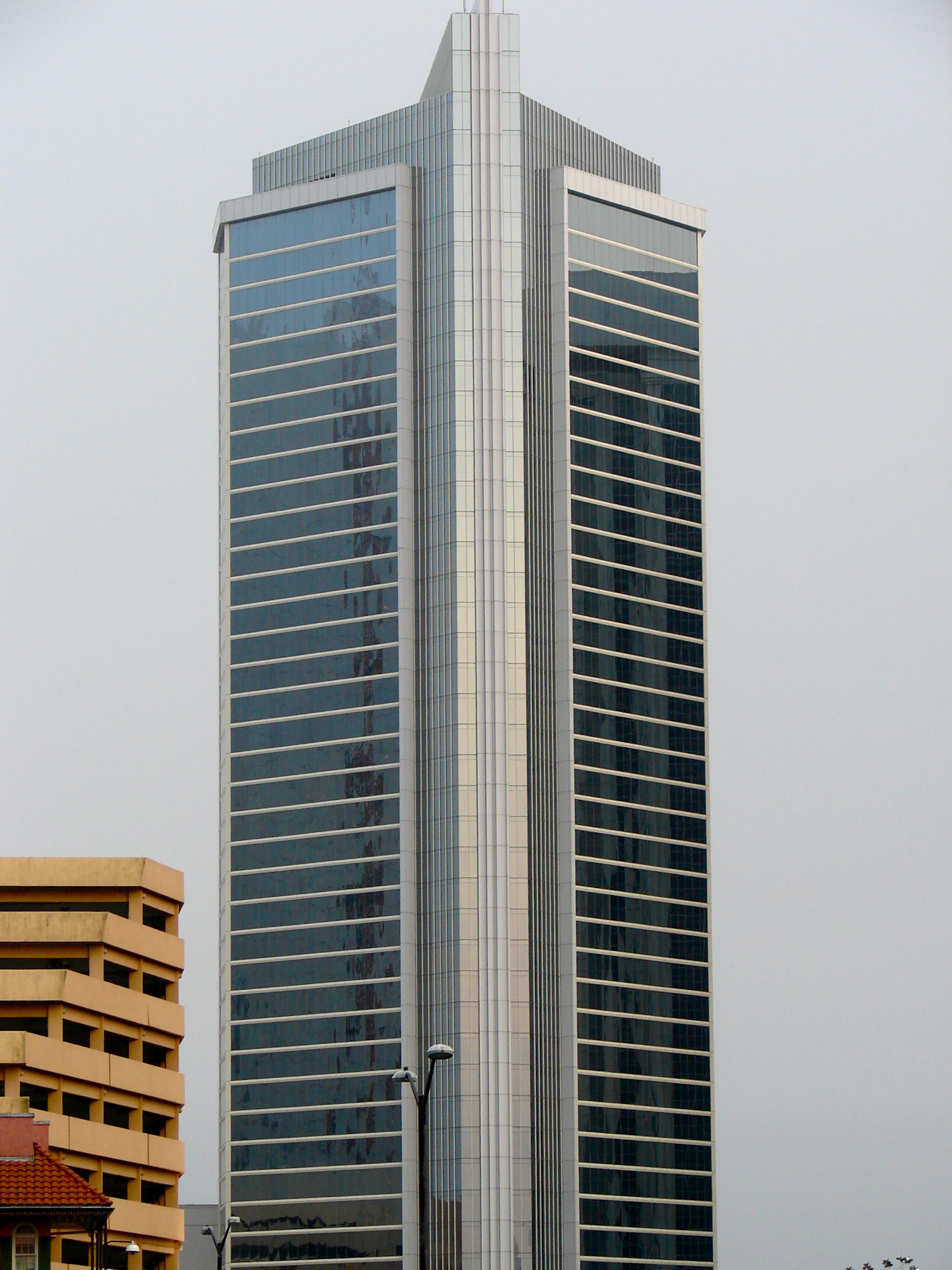
Trump Taj Mahal Chairman Tower

Atlantic City est une ville réputée pour ses casinos, dont la plupart sont de grande hauteur.
- ACH Casino Resort ;
- Bally's Atlantic City ;
- The Borgata, One Borgata Way ou 1501 MGM Mirage Boulevard ;
- Caesars Atlantic City ;
- Harrah's Atlantic City ;
- Resorts Casino Hotel ;
- Tropicana Casino Resort Atlantic City, à l'intersection de Brighton Avenue et du Boardwalk ;
- Golden Nugget Atlantic City, à l'intersection de Huron Avenue et Brigantine Boulevard ;

Anciennement, elle comptait également les :
- Sands ;
- Showboat, à l'intersection de South States Avenue et du Boardwalk ;
- Trump Taj Mahal, à l'intersection de Virginia Avenue et du Boardwalk.

### Autres

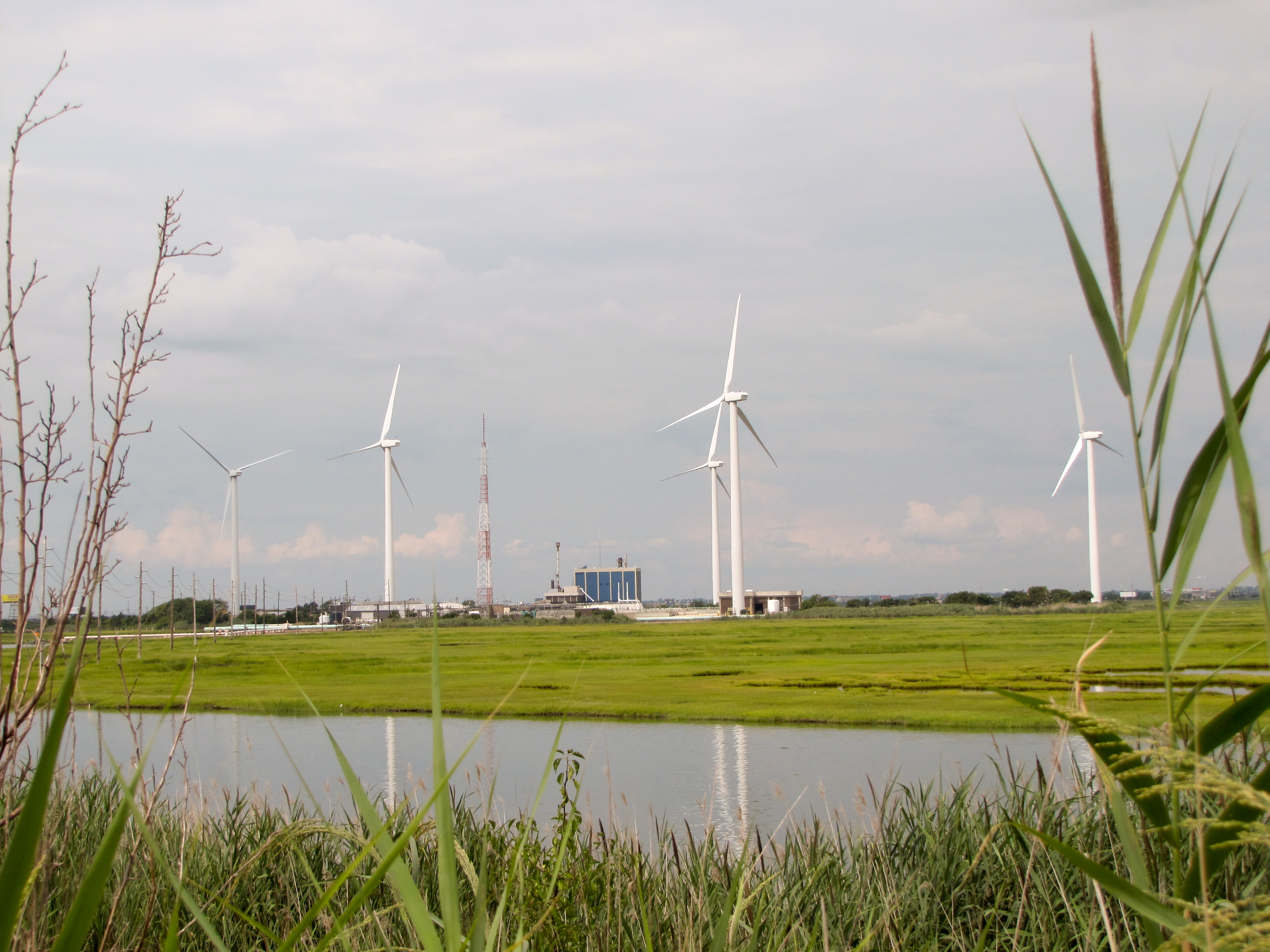
Ferme d'éoliennes d'Atlantic city.

Le parc éolien de Jersey-Atlantique se compose de cinq hélices à turbines de 1,5 MW ; les éoliennes frôlent les 120 mètres de haut.

## Infrastructures et transports

### Réseau routier
En 2015, le réseau routier de la ville s'étend sur 166 km (103 miles), dont la plus grande partie est entretenue par la municipalité.

### Aéroport
La ville possède un aéroport, l'aéroport international d'Atlantic City.
Atlantic City possédait aussi un aérodrome, l'aérodrome de Bader Field, fermé en septembre 2006.

## Culture

### Dans la culture populaire
- Les rues d’Atlantic City sont utilisées dans la version originale américaine du Monopoly.
- Le film de Jean-Luc Godard Made in USA (1966) se déroule à « Atlantic Cité », alors qu'il est tourné à Paris.
- La ville est le cadre du film de Bob Rafelson The King of Marvin Gardens en 1972, avec Jack Nicholson et Bruce Dern.
- La ville est le cadre du film de Louis Malle Atlantic City en 1980.
- La chanson Atlantic City de Bruce Springsteen sortie en 1982 sur l'album Nebraska parle de la ville, mais aussi des mafias présentes autour de Philadelphie.
- L'épisode de la saison 5 des Simpson La dernière tentation d'Homer, sorti en 1993 contient une partie se déroulant à Atlantic City.
- Le film de Brian De Palma Snake Eyes, sorti en 1998 se déroule à Atlantic City (même si les intérieurs ont été filmés en studio à Montréal). Le réalisateur a choisi cette ville car il l'a bien connue dans sa jeunesse et y a vu l'arrivée des casinos. Il estime qu'elle a perdu son authenticité avec cette arrivée qui l'a « défigurée », la faisant passer du « paradis sur terre » à « l'enfer » : « tout ce qu'il y avait de beau a disparu[10]. » Il a ainsi souhaité faire un film qui témoigne de cette violente dégradation[10].
- L'époque de la prohibition à Atlantic City est au cœur de la série Boardwalk Empire.
- L'épisode 8 de la deuxième saison de How I Met Your Mother où les personnages de Marshall Eriksen et Lily Aldrin veuillent se marier.
- Le film American Bluff (2013), basé sur des faits réels, décrit l'arrivée des casinos dans la ville.